# Мерсер, Джек
Джек Мерсер (англ. Jack Mercer; 13 января 1910 — 4 декабря 1984) — американский актёр, мультипликатор и рассказчик. Наибольшую известность получил за озвучивание моряка Попая. Мерсер был выходцем из семьи бродвейских актёров, и сам участвовал в водевилях и спектаклях профессиональных театров.

## Биография
Джек Мерсер родился 13 января 1910 года в Нью-Йорке в актерской семье. Под влиянием родителей он выступал на сцене, однако его собственные мысли были устремлены к рисованию.
Мерсер начал работу в мультипликационной индустрии в качестве фазовщика на Fleischer Studios. Он любил имитировать чужие голоса, и однажды едва избежал неприятностей, когда заговорил высоким и громким голосом, изображая жену одного из братьев Флейшеров, ошибочно предположив, что она уже ушла из студии.
В 1935 году Флейшеры стали искать замену Билли Костелло, изначально озвучивавшему моряка Попая. Лу Флейшер услышал, как Мерсер поёт песню Попая, и предложил ему работу. Мерсер практиковался в подражании Костелло до тех пор, пока его голос не «заскрежетал» нужным образом, и вскоре вышел мультфильм King of the Mardi Gras (1935), в котором бравого моряка озвучивал новый актёр.
В 1938 году, вместе со студией, Мерсер переезжает в Майами. После приобретения студии компанией Paramount Pictures и повторного открытия её в Нью-Йорке под названием Famous Studios, Мерсер в 1944 году возвращается в родной город.
Джек Мерсер озвучивал Попая в мультфильмах студии Флейшеров, Famous Studios компании Paramount Pictures (1942—1957), телевизионных передачах King Features Syndicate и в мультипликационном шоу 1978 года Уильяма Ханны и Джозефа Барберы. Он также подарил голоса множеству других мультипликационных персонажей, включая всех героев мультсериала о коте Феликсе (1958—1961), Уимпи, Пупдека Паппи, племянников Попая, короля Литтла из мультфильма Gulliver’s Travels (1939) и персонажей мультфильма Mister Bug Goes to Town (1941). Голос Мерсера от природы был высоким для мужчины, благодаря чему он мог озвучивать как мужские, так и женские роли.
Мерсер также написал сотни сценариев для различных мультсериалов, в том числе для некоторых эпизодов о моряке Попае, мультфильмов компании Paramount Pictures, к мультсериалам Deputy Dawg и Milton the Monster.
В конце 1970-х Мерсер непродолжительное время жил в Лос-Анджелесе, но вновь вернулся в Куинс (Нью-Йорк), где скончался в декабре 1984 года от осложнений, связанных с раком желудка. .

## Семья
Первой женой Джека Мерсера была Марджи Хайнс, озвучивавшая Олив Ойл, подружку моряка Попая, с 1939 по 1944 год. Позже женился на  Вирджинии Кэрролл.